# Liste der Naturdenkmäler in Karben
Die Liste der Naturdenkmäler in Karben nennt die auf dem Gebiet der Stadt Karben, im Wetteraukreis (Hessen), gelegenen Naturdenkmäler. Sie sind nach dem Hessischen Gesetz über Naturschutz und Landschaftspflege (Hessisches Naturschutzgesetz – HAGBNatSchG) § 12 geschützt und bei der unteren Naturschutzbehörde des Wetteraukreises eingetragen. Die Liste entspricht dem Stand vom 1. Januar 2014.
| Bild                          | Bezeichnung            | Ortsteil, Lage                                                                                      | Beschreibung | Art        | Nr.     |
| ----------------------------- | ---------------------- | --------------------------------------------------------------------------------------------------- | --- | ---------- | ------- |
| BW                            | Speierling             | Rendel, Flur 4, Flurstück 76 (VO), Flur 4, Flurstück 75 (tatsächlich) 50° 13′ 0″ N, 8° 46′ 45,4″ O  | Speierling, nördlicher Baum. Schutzgrund: Speierlinge als Naturdenkmal.                                                                                               | Speierling | 440.216 |
| BW                            | Speierling             | Rendel, Flur 4, Flurstück 76 (VO), Flur 4, Flurstück 75 (tatsächlich) 50° 12′ 58″ N, 8° 46′ 48,5″ O | Speierling, südlicher Baum. Schutzgrund: Speierlinge als Naturdenkmal.                                                                                                | Speierling | 440.217 |
| mehr Fotos \| Fotos hochladen | 6 Platanen am Friedhof | Burg-Gräfenrode, Flur 1, Flurstück 252 50° 15′ 39,3″ N, 8° 47′ 56,1″ O                              | Platanen östlich des Friedhofs am nördlichen Dorfrand an der L3351. Schutzgrund: Ensemble von sechs sehr großen, landschafts- und ortseingangsprägenden Einzelbäumen. | Platane    | 440.279 |

Das Naturdenkmal „Dicke Buche“ (Nr. 440.206) in Groß-Karben wurde von einem Sturm zerstört und aus der Liste gelöscht.